# Malix
Malix és un antic municipi del Cantó dels Grisons (Suïssa), situat al districte de Plessur. L'1 de gener juntament amb Parpan va formar el nou municipi de Churwalden.